# Kowale (ptaki)
Kowale (Sittasominae) – podrodzina ptaków z rodziny tęgosterowatych (Dendrocolaptidae).

## Występowanie
Podrodzina obejmuje gatunki występujące w Meksyku, Ameryce Środkowej i Południowej.

## Systematyka
Do podrodziny należą następujące gatunki:
- Certhiasomus Derryberry, Claramunt, Chesser, Aleixo, Cracraft, Moyle & Brumfield, 2010  – jedynym przedstawicielem jest Certhiasomus stictolaemus (von Pelzeln, 1868) – tęgosterzyk mniejszy
- Deconychura Cherrie, 1891
- Sittasomus Swainson, 1827 – jedynym przedstawicielem jest Sittasomus griseicapillus (Vieillot, 1818) – kowal
- Dendrocincla G.R. Gray, 1840